# Agostino Vallini

Znak kardinála Valliniho

Agostino kardinál Vallini (* 17. dubna 1940, Poli, Provincie Roma, Itálie) je emeritní kardinál vikář římské diecéze a arcikněz lateránské baziliky.

## Životopis
Po studiu katolické teologie byl Vallini 19. července 1964 v Neapoli arcibiskupem Alfonsem Castaldem vysvěcen na kněze.
Vallini vyučoval na teologické fakultě církevní právo a byl činný v neapolském semináři. Jan Pavel II. mu 16. května 1980 udělil čestný titul Čestný prelát jeho Svatosti a jmenoval ho 23. března 1989 titulárním biskupem z Tortibula a pomocným biskupem v Neapoli. Biskupské svěcení provedl 13. května 1989 Michele Giordano. Spolusvětiteli byli Luigi Diligenza a Antonio Ambrosanio.
13. listopadu 1999 byl jmenován biskupem v Albanu a 27. května 2004 prefektem Apoštolské signatury.
Po smrti papeže ztratil v souladu Codex iuris canonici svou pozici ve vedení Apoštolské signatury. Benedikt XVI. ho krátce po svém zvolení v úřadu potvrdil a 24. března 2006 byl Vallini jmenován kardinálem jáhnem s diakonií San Pier Damiani ai Monti di San Paolo.
27. června 2008 se stal kardinálem vikářem římské diecéze a arciknězem lateránské baziliky. 24. února 2009 byl jmenován kardinálem knězem. 26. května 2017 papež František přijal jeho rezignaci na post generálního vikáře římské diecéze. Jeho nástupcem v tomto úřadu se stal Angelo de Donatis.